# Siphonoperla neglecta
Siphonoperla neglecta is een steenvlieg uit de familie groene steenvliegen (Chloroperlidae). De wetenschappelijke naam van de soort is voor het eerst geldig gepubliceerd in 1881 door Rostock.